# Sarány István
Sarány István (álnevei: Marthy István, Kis Zsuzsa. Maroshévíz, 1965. március 17. –) erdélyi magyar újságíró.

## Életútja
Középiskolai tanulmányait szülővárosában végezte, a Matematika–Fizika Líceumban (1983). 1983–84-ben helyettes tanár a gyergyóhodosi 2. sz. Általános Iskolában. 1984–88 között géplakatos volt a csíkszeredai kötöttárugyárban, közben a brassói Műegyetem csíkszeredai esti tagozatán gépész-üzemmérnöki oklevelet szerzett (1988). 1988–89-ben a Hargita c. lap, 1990 áprilisától a Hargita Népe belső munkatársa; 1997-től a Hargita Kalendáriumok felelős szerkesztője. A Magyar Újságírók Romániai Egyesülete (MÚRE), a Székelyföldi Magyar Újságírók Egyesülete (SZMÚE) és a Kriza János Néprajzi Társaság (KJNT) tagja.

## Munkássága
1987-től rendszeresen közli írásait az Ifjúmunkás, Hargita, 1990-től a Hargita Népe, Bihari Napló, Majomsziget, Jelenlét, Kelet–Nyugat, Szabadság. 1990-től tudósít a marosvásárhelyi és kolozsvári területi rádióstúdiók magyar nyelvű adásaiban. 1991 nyarától írásai jelentek meg az ausztriai német nyelvű sajtóban és a magyarországi Heti Magyarország c. hetilapban is. 1991-től a csíkszeredai Layout Kft. műszaki lap- és könyvkiadó ügyvezető igazgatója. 1994-ben az Erdélyi Magyarság díjazta az erdélyi ferencesek kálváriájáról szóló dokumentumriportját.

## Díjai
- 2016 Spectator-díj[2]

## Művei
- Sarány István–Szabó Katalin: Megyecsinálók; Státus, Csíkszereda, 2001 (Szemtanú könyvek)
- Toronyiránt Európában; Pallas-Akadémia, Csíkszereda, 2009 (Utak, tájak, emberek)
- Erdélyi Fioretti. Ferencesek kényszerlakhelyen; Pallas-Akadémia, Csíkszereda, 2010
- Önkéntes száműzetés. Beszélgetések székelyföldi alkotókkal; Pallas-Akadémia, Csíkszereda, 2011
- Zászlópengetés. Jegyzetfüzér; Világhírnév, Kolozsvár, 2011 (Fehér holló sorozat)
- Mesés Székelyföld III. Udvarhelyszék; Hargita Népe, Miercurea Ciuc [Csíkszereda], 2012
- Garabonciások. Pop, rock, folk...?; Kriterion, Kolozsvár, 2018 + CD
- Daczó Katalin–Sarány István: Megyecsinálók; 2. bőv. kiad.; Hargita Népe, Csíkszereda, 2018 (Hargita Népe könyvek)
- Ambrus Attila: Függőleges veszedelem / Sarány István: Rendkívüli körülmény. Riportok; Hargita Népe, Csíkszereda, 2019
- Csíksomlyón járt Ferenc pápa; összeáll. Sarány István; Hargita Népe–Honline, Csíkszereda,  2019
- Mesés Székelyföld IV. Háromszék; Hargita Népe, Csíkszereda, 2020